# 冷彭
冷彭（1910年9月28日—1994年11月25日），字少泉。河北易縣人。民國38年（1949年）在農會北區遞補當選第一屆立法委員

## 生平[2]
- 河北農學院農學士
- 川康建設農工學院副教授兼農場主任
- 農林部技正
- 山東鄉村建設研究院教師
- 中國文化大學副教授